# صراع اجتماعي
تفترض نظرية الصراع عدة أشكال منها: التنافس على السيطرة على المنافع والرغائب المتنفعة عند الاّخرين. وهناك الصراع السلمي القانوني بين الجماعات. وهناك علماء عدة تكلموا على الصراع مثل ماركس وجورج زمل ودارندوف. اعتبر ماركس بأن المجتمع منقسم بين طبقتين، احداهما تمللك وسائل الإنتاج والأخرى لاتملك سوى قوت عملها، واعتبر ماركس بأن هناك صراع طبقي بين من يملك ومن لايملك.أما جورج زمل عرض نظريته على أن الصراع يملك وظيفة جمعية في المجتمعات المعقدة وشرح الصراعات المتقاطعة التي تعمل على اتحاد الجماعات الموجودة خارج دائرة الجماعات المتصارعة مع أحد اطراف الصراع حسب مصالحها لتحمي نفسها وتقوى على حساب الطرف الآخر.

## نظرية الصراع
تؤكد نظرية الصراع على المصالح في الصراع، بدلًا من المعايير والقيم. تنتج عن ملاحقة المصالح أنواع مختلفة من الصراع. وبهذا يُنظر إلى الصراع على أنه جانبٌ طبيعيٌّ من الحياة الاجتماعية بدلًا من كونه حدثاً غير طبيعي. غالباً ما تحدث الصراعات بسبب المنافسة على الموارد. مبادئ النظرية الثلاث هي: 1) تكوّن المجتمع من مجموعاتٍ مختلفةٍ تتنافس على الموارد. 2) وفي الوقت الذي تمثل فيه المجتمعات شعور التعاضد، يوجد سعيٌ حثيثٌ مستمرٌ من أجل النفوذ بين المجموعات الاجتماعية أثناء سعيهم لمصالحهم. داخل المجتمعات، تتحكم مجموعاتٌ محددةٌ بالمواد ووسائل الإنتاج. 3) تستخدم مجموعاتٌ اجتماعيةٌ الموارد لمصالحها الخاصة أثناء سعيها لأهدافها. ويعني هذا غالبًا أن هؤلاء الذي يفتقرون إلى التحكم بالموارد سوف يجنون فوائد من هذا. وكنتيجةٍ لهذا، ستسعى مجموعاتٌ مسيطرةٌ عديدةٌ مع مجموعاتٍ أخرى في محاولةٍ منها للحصول على السلطة. في أغلبية الأوقات، سوف تحصل أو تحافظ المجموعات ذات الموارد الأكثر على النفوذ (بسبب حقيقة أنهم يملكون الموارد لدعم نفوذهم). فكرة أن هؤلاء الذين لديهم السلطة سوف يحافظون عليها تُدعى بتأثير متى.
يعد علم الجريمة النقدي أحد فروع نظرية الصراع. يستند هذا المصطلح إلى وجهة النظر التي تقول إن السبب الأصلي للجريمة هو الظلم، الناتج عن القوى الاقتصادية والاجتماعية الشاغلة لمجتمعٍ معينٍ. ينشأ هذا الرأي عن الفيلسوف الألماني، كارل ماركس، الذي عرف أن نظام العدالة والقوانين كانت مؤيدةً للأثرياء وذوي السلطة في المجتمع وأن الفقراء عوقبوا بقسوةٍ أشد بكثير لعديد من الجرائم المشابهة.
تعد نظرية صراع الشيخوخة فرعًا آخر لنظرية الصراع. ظهرت حوالي ثمانينيات القرن العشرين نتيجة انتكاسة الإنفاق الفدرالي وخسارة الوظائف في أنحاء الدولة، تنافست الأجيال الأكبر مع الأجيال الأصغر سنًا من أجل التوظيف. وأسوأ مَن تأثر بين هؤلاء هم النساء، وعائلات الدخل المحدود، والأقليات.

## كارل ماركس
كتب ماركس في مقالةٍ نقديةٍ عن الاقتصاد السياسي: كما هو متوقع، تدخل علاقاتٌ محددةٌ في الإنتاج الاجتماعي بوجود الرجال تكون مستقلةً عن إرادتهم، بمعنى البنية الاقتصادية للمجتمع والأساس الحقيقي، والذي ينتج بنيةً فوقيةً قانونيةً وسياسيةً تنسجم مع أشكال محددة من الوعي الاجتماعي. يهيئ أسلوب إنتاج الحياة المادية العملية العامة للحياة الاجتماعية والسياسية والفكرية. وليس وعي الرجال الذي يحدد وجودهم، إلا أن وجودهم الاجتماعي هو الذي يحدد وعيهم. في بعض مراحل التطور، تدخل القوى المنتجة المادية للمجتمع في صراعٍ مع العلاقات الإنتاجية الموجودة -أو تعبر عن الأمر نفسه بصيغةٍ قانونيةٍ ليس إلا- مع علاقات الملكية ضمن إطار العمل الذي يديرونه. ثم يبدأ عصر الثورة الاجتماعية. تؤدي التغيرات في الأسس الاقتصادية عاجلًا أو آجلًا إلى التحول في كامل البنية الفوقية الضخمة.
من الضروري عند دراسة مثل هذه التحولات التمييز بين التحول المادي للظروف الاقتصادية الإنتاجية والتي يمكن أن تُحدد بدقة العلوم الطبيعية، والقانونية والسياسية والدينية والفنية أو الفلسفية. أي باختصار، النماذج الإيديولوجية التي يصبح فيها الرجال واعيين لهذا الصراع ويحسمونه بالقتال. كالحال عندما لا يُحكم على فردٍ من خلال ما يفكر فيه عن نفسه، لذلك لا يمكن الحكم على فترة التحول هذه من خلال وعيه، ولكن في المقابل، يجب أن يُشرح هذا الوعي من تناقضات الحياة المادية، ومن الصراع بين القوى الاجتماعية الإنتاجية وعلاقات الإنتاج. لم يُدمّر ترتيبٌ اجتماعيٌّ من قبل جميع القوة المنتجة التي أصبحت كافية للتطور، ولم تحل أبدًا علاقات إنتاج جديدة أفضل مكان القديمة قبل أن تنضج الظروف المادية لوجودها ضمن إطار عمل المجتمع القديم.
وبهذا تحدد البشرية بالضرورة لنفسها بعض المهام كونها قادرة على الحل منذ الاختبارات الأقرب التي ستُظهر دائمًا أن المشكلة بحد ذاتها تظهر فقط عندما تكون الظروف المادية المراد حلها موجودة أصلًا أو على الأقل في مسار التشكيل. وفي إطارٍ أوسع، قد تكون الأساليب البرجوازية الآسيوية والقديمة والوسطى والمعاصرة قد حُددت كعصورٍ تشير إلى التقدم في التطوير الاقتصادي للمجتمع. يعد الأسلوب البرجوازي الإنتاجي آخر أشكال عدائية العملية الاجتماعية الإنتاجية (العدائية ليست بمعنى العدائية الفردية بل العدائية التي تظهر من الظروف الاجتماعية لوجود الأفراد) إضافة إلى أن القوى المنتجة المتطورة ضمن المجتمع البرجوازي تُنشئ أيضًا الظروف المادية لحل هذه العدائية. وبناءً على ذلك يقترب المجتمع البشري ما قبل التاريخي من هذا التشكل الاجتماعي.
أكد كارل ماركس، الثائر الأمريكي، على آرائه المادية حول ملكية ووسائل الإنتاج. وأيد أن الأكثر قيمةً هي نتيجة العمال البشريين وأسس أفكاره بالاعتماد على المجتمع الرأسمالي، والتي تعني أن غالبية المال تمتلكه نسبةً مئويةً صغيرةً. تسبب هذا بتمييزٍ بين طبقتي الصناعيين والطبقة العاملة. يملك الصناعيون الذين يشكلون نسبةً مئوية صغيرةً وسائل الإنتاج. الطبقة العاملة هم الذين يجنون أجورهم من خلال بيع كدهم. أصبحت المشاكل ملفتةً للنظر بسبب تطلع الطبقة العليا للحصول على معظم الإنتاج المتاح بأقل قدرٍ من المال. أُنشئ فائض القيمة، يستمر ربح الصناعيين بسبب إنتاج العامل لفائضٍ عن الحاجة الفعلية للشركة من أجل دفع كلفة العمالين المستأجرين. ومن الأحداث الجديدة الأخرى استغلال العمل، عندما يتلقى العاملون مالًا أقل مما يعادل جهدهم. اعتقد ماركس أن الفجوة بين الصناعيين والعمال سوف تستمر بالتزايد. سيصبح الصناعيون أثرياء أكثر فأكثر، وسيستمر العمال بالتحرك نحو الفقر. يُنظر إلى نظرية الصراع من خلال العلاقات والتفاعلات بين مجموعتين من الأشخاص تشمل الأعراق، والاختلافات الجنسية، والأديان.
يوجد عند كلٍّ من كارل ماركس وماكس ويبر منهجان مختلفان عن نظرية الصراع. يدعم ماركس أفكار الانحراف، إذ زعم أن الأفراد يختارون المشاركة في هذه السلوكيات الصراعية والمتمردة كرد فعل لعدم المساواة في النظام الرأسمالي. ناقش ويبر صراع التدرج الاجتماعي وتأثيراته على النفوذ في المجتمع. شدد أن الملكية والجاه والنفوذ هي المؤثرات الأساسية في السلوكيات الصراعية لمجموعات المجتمع.
حاجج كارل ماركس: «يصبح العامل أكثر فقرًا بازدياد الثروة التي ينتجها، كلما أنتج أكثر زاد في النفوذ والامتداد.  يصبح العامل سلعةً رخيصةً للغاية بازدياد السلع التي يصنعها. تنتج القيمة المتزايدة للأشياء في العالم مقدارًا مباشرًا يخفض قيمة الأشخاص في العالم. ليس العمال فقط من ينتجون السلع، تنتج السلعة نفسها والعامل بصفته بضاعة وتقوم بهذا في المقدار الذي تنتج به البضائع عمومًا».
السلعة هي قيمة الاستخدام الاجتماعي لا تُنتج من قبل مالكها بغرض الاستهلاك الشخصي بل من أجل المقايضة. اعتقد ماركس أن رائد الأعمال يجب عليه الكثير والكثير ليجاري توسع شركته ونفوذه المتزايد. وتصبح أكثر صعوبةً في كل مرةٍ يزداد فيها مجال نفوذه. في النهاية، سيصبح رائد الأعمال سلعةً لأنه لم يعد قادرًا على مجاراة أعماله وسيجب عليه عرض نفسه (شركته) للبيع في السوق.